# Tony Hawk: Ride
Tony Hawk: Ride est un jeu vidéo de simulation de skateboard, développé par Robomodo et édité par Activision en 2009 sur PlayStation 3, Xbox 360, Wii. C'est un Spin-off de la série des Tony Hawk's,,,.